# 스틸 (존 헨리 아이언스)
스틸(Steel)은 DC 코믹스가 출판한 만화책에 등장하는 슈퍼히어로이다. 그는 슈퍼맨의 힘을 반영하는 기계화된 갑옷을 만든 천재 엔지니어로, 그가 둠스데이 (DC 코믹스)에 의해 살해된 후 처음에는 그를 대체하려고 했다. 슈퍼맨이 부활한 후 그는 스틸을 동맹으로 받아들였다. 그의 진짜 이름은 존 헨리 아이언스(John Henry Irons)이고 큰 망치를 휘두른다. 이것은 신화 속 철도 노동자 존 헨리 (민속 영웅)(John Henry)를 가리키는 말이다. 그에게는 비슷한 기계화 갑옷을 입은 슈퍼 히어로인 나타샤 아이언스(Natasha Irons)라는 조카가 있다.
이 캐릭터는 같은 이름의 1997년 영화 각색판(스틸 (1997년 영화))에서 샤킬 오닐이 연기했다. 월레 파크스(Wolé Parks)는 TV 시리즈 슈퍼맨과 로이스의 캐릭터를 묘사한다.